# Pferdesportverband Baden-Württemberg
Der Pferdesportverband Baden-Württemberg e.V. ist der Dachverband für Reiten, Fahren und Voltigieren in Baden-Württemberg.
Der Verband hat seinen Sitz in Kornwestheim. Dort befindet sich auch die Landeskommission für Pferdeleistungsprüfungen Baden-Württemberg. Der Verband umfasst die drei Regionalverbände Pferdesportverband Nordbaden e.V., Pferdesportverband Südbaden e.V. und den Württembergischen Pferdesportverband e.V.
Der Pferdesportverband Baden-Württemberg ist organisiert im bundesdeutschen Dachverband Deutsche Reiterliche Vereinigung (FN), dieser wiederum im internationalen Dachverband Fédération Équestre Internationale (FEI) und innerhalb des Deutschen Olympischen Sportbundes zuständig für den Reitsport. Darüber hinaus ist der Landesverband Mitglied im Landessportverband Baden-Württemberg.

## Aufgaben
Arbeitsgebiete des Landesverbandes ist die Organisation des Pferdesports als Turnier- und Breitensport und die Bekämpfung des Dopings. Weitere Aufgabenbereiche sind die reiterliche Aus- und Fortbildung sowie die Beratung der Mitglieder, die Trainerausbildung, Pferdehaltung, Veterinärmedizin, Tierschutz im Pferdesport, Interessenvertretung der Pferdesportler, Reitrecht, Landschaftsschutz. Daneben bemüht sich der Verein um das therapeutische Reiten, Reiten als Schulsport und fördert pferdesportliche Projekte mit Flüchtlingskindern. Turnierdisziplinen innerhalb des Landesverbandes sind:
- Dressurreiten
- Springreiten
- Vielseitigkeitsreiten
- Ponysport
- Voltigieren
- Fahren
- Vierkampf
- Breitensport
- Behindertenreitsport